# Diego Barcelos
Diego de Lima Barcelos (Porto Alegre, 1 de abril de 1985) é um ex-futebolista brasileiro.

## Carreira
Diego tem um irmão gêmeo chamado Diogo de Lima Barcelos. São filhos do ex-lateral João Carlos, onde jogou no Inter em 1979. Os dois são jogadores de futebol e foram revelados pelo clube do pai. Ambos tinham promessa der serem grandes craques. Ganharam quase todos os torneios que disputaram pelo Inter e pelas seleções de base. Porém quando subiram para o profissional, não conseguiram emplacar.
Diego fez um pouco mais de sucesso do que o irmão Diogo. Diego fez parte do ataque do Inter de 2003 e tinha como companheiro Nilmar e Daniel Carvalho. Em 2004 foi colega de Rafael Sóbis e Chiquinho, ano no qual fez um gol no lendário estádio do Boca Juniors, La Bombonera, em confronto válido pelas semifinais da Copa Sul-Americana.

## Títulos
Internacional
- Campeonato Gaúcho: 2003, 2004, 2005

Sport
- Campeonato Pernambucano: 2007

Nacional da Madeira
- Segunda Liga: 2017–18